# Chorisquilla trigibbosa
Chorisquilla trigibbosa is een bidsprinkhaankreeftensoort uit de familie van de Protosquillidae. De wetenschappelijke naam van de soort is voor het eerst geldig gepubliceerd in 1926 door Hansen.